# Дорогой мой человек (альбом)
«Дорогой мой человек» — дебютный 13-песенный концептуальный альбом петербургской группы «Есть Есть Есть», вышедший 21 апреля 2011 года и получивший благожелательные отзывы критиков. А возвращение Михаила Феничева (после распада 2H Company) называлось главным музыкальным событием весны на постсоветском пространстве.

## История создания
Михаил Феничев, фронтмен группы, так объяснил название альбома: «Рабочее название было „Времена гойда“, конечно, очень концептуальное, из-за чего и мёртво звучащее. Поэтому Макс предложил назвать альбом словами, используемыми часто в наших разговорах. Тут первый раз и всплыло Федино „Дорогой мой человек“. А когда Ольга (Берковская) показала нам будущую обложку диска, всем стало ясно, что мозаика сложилась».
Альбом был записан на студии звукозаписи «Интерзвук» в Петербурге, сведением и мастерингом занимался Сергей Наветный, обложка и диск оформлены Ольгой Берковской, онлайн-релиз состоялся 21 апреля 2011 года, в тот же день состоялась презентация в рамках проекта «Среда Горбачёва» в московском клубе «China-Town-Cafe», а 23 апреля состоялся концерт в петербургском клубе «Цоколь».

### Edit Edit Edit
22 ноября 2014 года в баре «Mishka» (совладельцем которого является Кирилл Иванов из группы СБПЧ) состоялась презентация выпущенной на независимом лейбле «Vinylbox Records» ограниченным тиражом в 300 копий двойная виниловая пластинка «Сатана в отпуске + Edit Edit Edit», в которую кроме шести композиций Михаила Феничева из оригинального альбома «Сатана в отпуске» вошли также три бонусных трека из альбома «Дорогой мой человек»: «Зубная Паста», «Олимпиада», «Зима» — все с пометкой «Edit Edit Edit», но в новом исполнении, записанные на петербургской студии грамзаписи «Мелодия», сведением и мастерингом занимался Владимир Носырев.

## Список композиций
| №                   | Название               | Длительность |
| ------------------- | ---------------------- | ------------ |
| 1.                  | «Зубная паста»         | 5:30         |
| 2.                  | «Олимпиада»            | 5:33         |
| 3.                  | «Утка-маляр»           | 3:28         |
| 4.                  | «Фантастика с трубой»  | 5:51         |
| 5.                  | «Рефлексия»            | 4:26         |
| 6.                  | «Фантастика без трубы» | 7:04         |
| 7.                  | «Палитра»              | 5:08         |
| 8.                  | «Резюме»               | 5:40         |
| 9.                  | «Весна»                | 5:31         |
| 10.                 | «Уделочная»            | 4:39         |
| 11.                 | «Зима»                 | 3:18         |
| 12.                 | «Осень»                | 7:40         |
| 13.                 | «Лето»                 | 5:16         |
| Общая длительность: | Общая длительность:    | 69:07        |

## Критика
Радиф Кашапов из «Звуки.ру» писал в 2010 году, что «скорострельную читку текстов можно ставить на одну полку классиков современной русской поэзии». Павел Скрипник из того же издания писал через два года: «Памятник, который планомерно воздвигает себе мастер-разрядник поэтических скороговорок Феничев, стал рукотворнее: на смену цифровому эмбиент-idm вареву от вездесущих Ёлочных Игрушек, сопровождавшему феничевские многотомники в 2H Company, пришло „оживлённое“ звуковое оформление с гитарами, духовыми и новым, более экзистенциальным, названием. Впрочем, музыкально змеевидный стиль Есть Есть Есть ограничен лишь смысловым вектором конкретного трека и может меняться от атмосферного лаунжа до прорезиненного pogo-техно в зависимости от настроения». Издание «KievReport» предупреждало: «„…Человек“ — из тех альбомов, к которым нужно привыкать». Журнал «ВЫБИРАЙ соблазны большого города. Тюмень» писал в 2011 году: «Проект презабавный, но количество информации в текстах и неимоверная скорость, с которой спикер Феничев гонит свои телеги, вызывают серьёзные опасения: здоров автор или просто умело симулирует реактивный психоз?» В анонсе концерта в арт-клубе «44» заявлялось: «ЕСТЬ ЕСТЬ ЕСТЬ — это уже не просто абстрактный хип-хоп, это постмодерная игра в классики под качёвую „живую“ музыку».
Музыкальный критик Татьяна Замировская в рецензии февральского номера 2012 года минского журнала «Большой» писала: «Эта музыка, многими восторженно идентифицируемая с собственными запутанными потоками сознания, очень интеллектуальная, тонкая, витиеватая — в первую очередь, из-за поэтики, это отличные стихи, такой анти-гришковец, что ли. При всей простоте они предельно небанальны, эпичны и часто ведут куда-то совсем не туда, разворачиваясь целыми историями. <…> Учитывая изящную, холодноватую и предельно эмоциональную при своей отстраненности электронику в аранжировках, можно предположить, что это такой Radiohead в российской, что ли, адаптированной версии». Владислав Моисеев из издания «Русский репортёр» отметил, что не только музыка изменилась со времён 2H Company: «Тексты нового феничевского проекта тоже слегка поменялись: в них стало меньше упоминаний литературы, философии, постмодернистской игры. Например, песня „Утка“, повествующая об общении лирического героя с гоповатой уткой-реднеком, не слишком насыщена отсылками и вряд ли порадует интеллектуала, рыщущего в поисках спрятанных китайских слов, околопелевинских сюжетов и намёков на книжки Филипа Дика».

## Видео
- ЕстьЕстьЕсть - Олимпиада (опубликовано 9 августа 2011) — фанатский видеоклип, рекомендованный самими музыкантами как «исключительный»[16]. Имеет более 42 тыс. просмотров.
- Есть Есть Есть - Зубная Паста — живое выступление в день рождения «ПИРОГОВ». Санкт-Петербург, ПирО.Г.И., 4 июня 2011 года.
- Есть Есть Есть в Санкт-Петербурге (Fillum.Pro for LIVE-BLOG.TV)

Плейлист «2011-04-21 Есть Есть Есть в China-Town-Cafe» на YouTube